# Gołąbek zapoznany

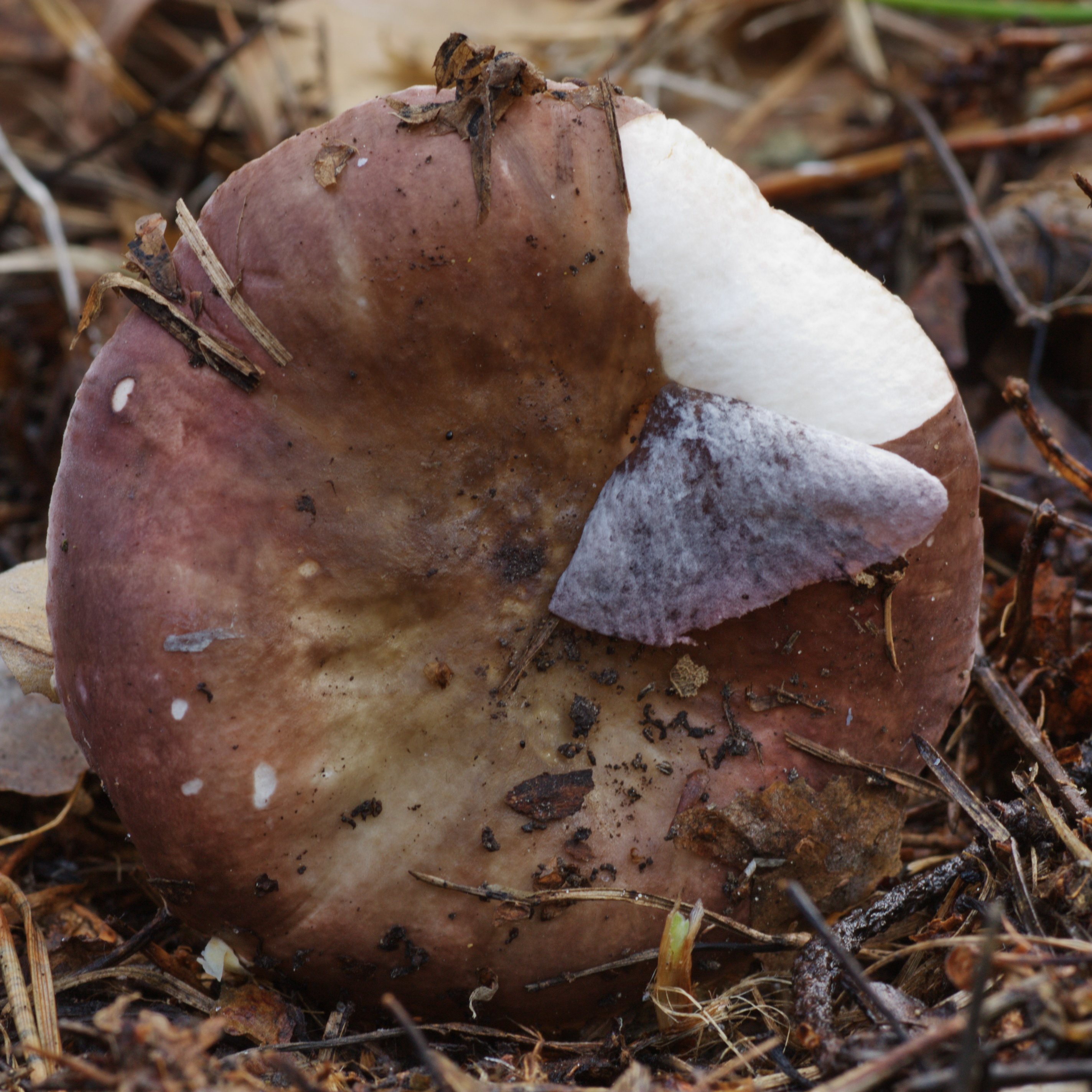

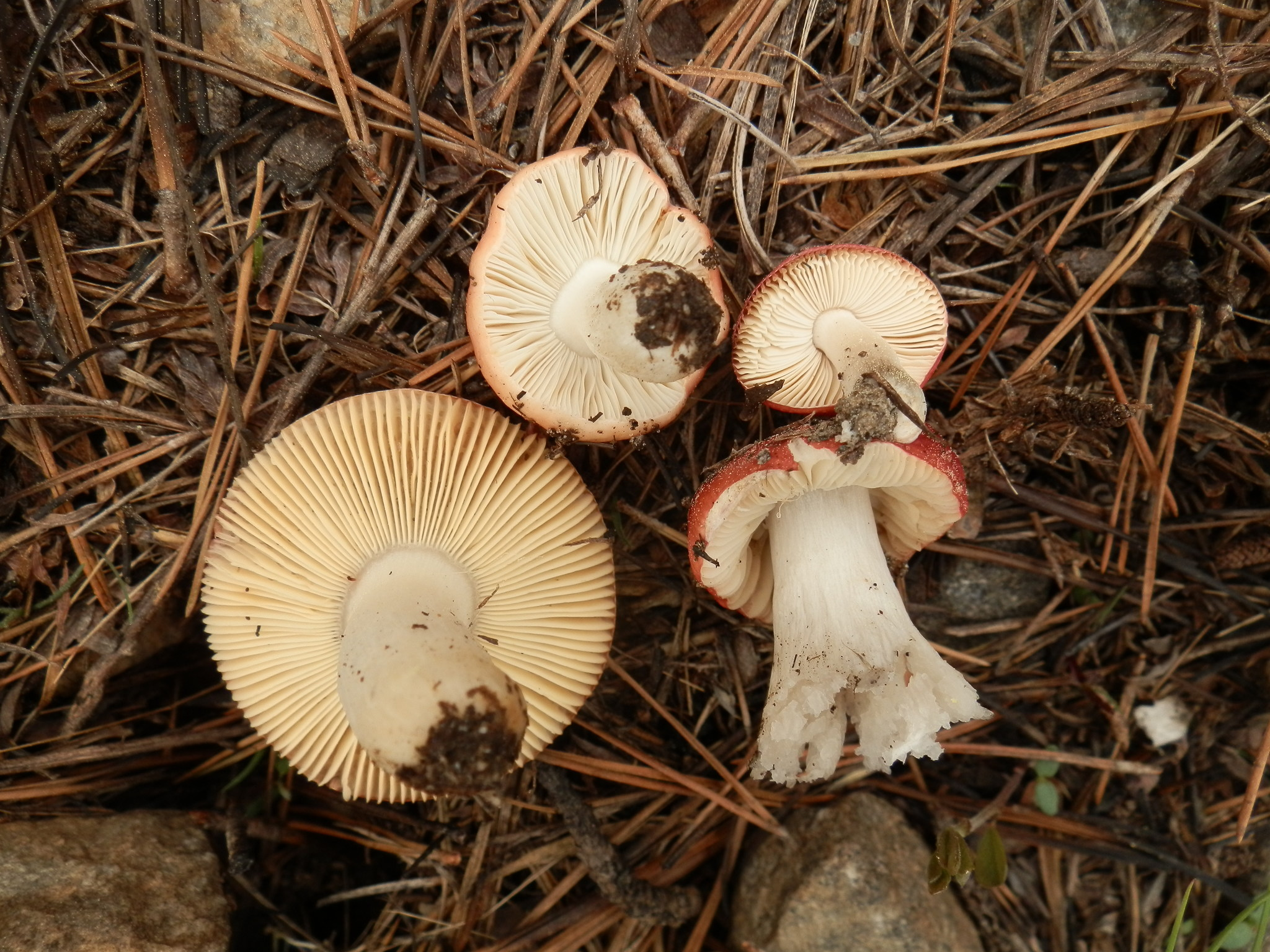

Gołąbek zapoznany (Russula cessans A. Pearson) – gatunek grzybów należący do rodziny gołąbkowatych (Russulaceae).

## Systematyka i nazewnictwo
Pozycja w klasyfikacji według Index Fungorum: Russula, Russulaceae, Russulales, Incertae sedis, Agaricomycetes, Agaricomycotina, Basidiomycota, Fungi.
Po raz pierwszy opisał go w 1980 r. Arthur Anselm Pearson w Anglii i nadana przez niego nazwa naukowa jest aktualna. Polską nazwę podała Alina Skirgiełło w 1988 r.

## Morfologia
Kapelusz
Średnica 2,5–7 cm, mięsisty, ale nie twardy, kruchy, początkowo wypukły, ale szybko rozpłaszczający się ze środkiem mocno wklęsłym, bez garbka. Brzeg początkowo podwinięty, potem prosty, prążkowany (nie zawsze bardzo wyraźnie, np. tylko 1 lub 2 mm). Powierzchnia różnobarwna; mniej lub bardziej jaskrawo karminowoczerwona, winnofioletowa lub jasnofioletowa, często z ciemniejszym środkiem lub bardziej brązowa, także winna lub brudnoliliowa, trochę miedziana, a potem często na środku z jaśniejszymi, a czasem nawet lekko oliwkowymi odcieniami. Skórka dająca się oddzielić przynajmniej na 1/2 promienia, a czasem nawet prawie do środka, punktowana, mniej lub bardziej matowa lub błyszcząca w zależności od koloru kapelusza i poziomu wilgotności.
Blaszki
U młodych okazów gęste, u starszych średnio gęste, cienkie, z kilkoma blaszeczkami, tylko gdzieniegdzie przy trzonie lekko rozwidlone, o szerokości 4-6-(7) mm, jasnoochrowe, potem złotożółte, z mniej lub bardziej żywymi odcieniami. Krawędzie całe.
Trzon
Wysokość 3–6 cm, grubość 0,6–2 cm, niezbyt twardy do kruchego, niemal cylindryczny, ale często u góry rozszerzany i nieco pogrubiony u nasady, pełny, następnie komorowaty z 3 lub 4 komorami, ostatecznie watowaty lub pusty. Powierzchnia ogólnie dość mocno pomarszczona, początkowo biała, później ciemniejsza, rzadko miejscowo lekko pożółkła u podstawy, a podczas wilgotnej pogody bladoszarawa.
Miąższ
Średnio zwarty do kruchego, biały, rzadko lekko pożółkły miejscowo w trzonie, po nawilgnięciu staje się popielaty. Zapach bardzo słaby, smak łagodny.
Reakcje barwne
Intensywnie reaguje z gwajakolem, wybarwiając się na brudnoróżowawo i niezbyt intensywnie z siarczanem żelaza. Z formaliną brak reakcji. W reakcji z KOH skórka kapelusza zmienia barwę na żółtą.
Cechy mikroskopowe
Podstawki 30–50 × 10–12 µm. Bazydiospory 7,59,2–(11,5) × 6,5–7,5–(8,5) µm, zaokrąglone, punktowano-brodawkowate, z łącznikami miejscami tworzącymi siateczkę, brodawki półkuliste 0,75–1 × 0,75 µm, tępe lub nawet ścięte, zlewające się w krótkie i duże grzbiety, mniej lub bardziej długie, wyraźnie amyloidalne; łączniki dość duże. Wyrostek wnęki 1,5–1,62 × 1–1,5 µm, hilum często prostokątne, duże, 3–4 × 2–2,25 µm, wyraźnie amyloidalne. Cystydy cygarowate, cylindryczne lub wrzecionowate, z różnymi wyrostkami, o długich szypułkach, o wymiarach 80–90 × 6–10 µm, słabo reagujące z sulfowaniliną. Komórki skórki zawierają czerwony pigment. Włoski o szerokości 2–4 µm, giętkie i mniej lub bardziej rozgałęzione, o lekko załamujących ściankach, bezbarwne lub czasami z pigmentowanymi barwnikiem w gutulami. Dermatocystydy o szerokości 5–7,7 µm, czasem maczugowate, czasem cylindryczne, septowane, często dość liczne, tępe, rzadziej nieco zwężone u góry. Pod skórką sferocyty sferocystami o średnicy do 60 µm.
Gatunki podobne
Może być mylony z gołąbkiem prążkowanym (Russula nauseosa). Różni się od niego wyraźnie brodawkowato-siateczkowatym urzeźbieniem zarodników.

## Występowanie i siedlisko
Występuje w Ameryce Północnej, Europie i w azjatyckich terenach Rosji. Najwięcej stanowisk podano w Europie i jest tutaj szeroko rozprzestrzeniony. Brak go w opracowanym w 2003 r. przez Władysława Wojewodę wykazie wielkoowocnikowych grzybów podstawkowych Polski, ale jego stanowiska podano w późniejszych latach r. Aktualne stanowiska podaje także internetowy atlas grzybów. Znajduje się w nim na liście gatunków zagrożonych i wartych objęcia ochroną.
Naziemny grzyb mykoryzowy, występujący zazwyczaj wśród mchów i igliwia w lasach sosnowych na piaszczystym podłożu, ale czasami także pod drzewami liściastymi i świerkami. Owocniki pojawiają się późną jesienią, zwykle w październiku-listopadzie.

## Znaczenie
Grzyb jadalny. Wśród gołąbków jadalne są wszystkie gatunki o łagodnym smaku, jednak ze względu na dużą ilość gatunków i trudności z ich rozróżnieniem, przez grzybiarzy zbierane są tylko nieliczne, a wielu grzybiarzy w ogóle nie zbiera grzybów blaszkowych, ze względu na możliwość pomylenia ich z grzybami trującymi. Zasada, że grzyby o łagodnym smaku są jadalne dotyczy tylko gołąbków, a i od niej istnieje wyjątek; łagodny gołąbek oliwkowy (Russula olivacea) powoduje poważne zaburzenia zdrowotne.